# Рикеттс, Тозейнт
Тозейнт Энтони Рикеттс (англ. Tosaint Antony Ricketts; 6 августа 1987, Эдмонтон, Альберта, Канада) — канадский футболист, нападающий. Выступал за сборную Канады.

## Клубная карьера
Тозейнт начал карьеру в финской «МюПе». 2 мая 2009 года в матче против «Интер Турку» он дебютировал в Веиккауслиге. 11 мая в поединке против ХИКа Рикеттс забил свой первый гол за команду. 3 августа 2010 года в матче Лиги Европы против румынской «Тимишоары» он сделал «дубль», после чего румынский клуб проявил интерес к нападающему.
В ноябре того же года Тозейнт подписал с румынской командой трёхлетний контракт. 26 февраля 2011 года в матче против «Газ-Метана» он дебютировал в румынской лиге. 5 марта в поединке против ЧФР Рикеттс забил свой первый гол за «Тимишоару». В том же году он помог команде завоевать серебряные медали национального первенства.
В 2012 году Тозейнт расторг контракт с «Тимишоарой» по обоюдному согласию и переехал в Норвегию, где недолго играл в Типпелиге за «Волеренгу» и «Саннес Ульф».
В сентябре 2013 года Рикеттс перешёл в турецкий «Буджаспор». 14 сентября в матче против «Фетхиеспора» он дебютировал в первом турецком дивизионе. 22 сентября в поединке против «Адана Демирспор» Тозейнт сдела «дубль», забив свои первые голы за «Буджаспор».
Летом 2014 года Рикеттс перешёл в израильский «Хапоэль Хайфа». 13 сентября в матче против «Хапоэль Акко» он дебютировал в израильском чемпионате. 9 февраля 2015 года в поединке против «Бейтара» Тозейнт забил свой первый гол за команду из Хайфы.
Летом 2015 после Золотого кубка КОНКАКАФ Рикеттс перешёл в турецкий «Болуспор». 14 августа в матче против «Кайсери Эрджиесспор» он дебютировал за новую команду. 30 октября в поединке против «Кардемир Карабюкспор» Тозейнт забил свой первый гол за «Болуспор». В начале 2016 года Рикеттс покинул «Болуспор» в связи с конфликтом по невыплате зарплаты.
20 июля 2016 года Рикеттс подписал контракт с канадским клубом «Торонто». 23 июля в матче «Ди Си Юнайтед» он дебютировал в MLS. 3 августа в поединке против «Реал Солт-Лейк» Тозейнт забил свой первый гол за новый клуб. В первом полуфинале Восточной конференции против «Нью-Йорк Сити» он забил гол и помог «Торонто» одержать победу. 2 февраля 2017 года Рикеттс подписал новый контракт с «Торонто». В 2017 году он стал обладателем Кубка MLS. По окончании сезона 2018 «Торонто» не продлил контракт с Рикеттсом.
26 января 2019 года Рикеттс подписал контракт с литовским клубом «Судува» на сезон 2019.
9 августа 2019 года Рикеттс вернулся в MLS, подписав контракт с канадским «Ванкувер Уайткэпс» на оставшуюся часть сезона 2019 с опцией продления на сезон 2020. За «Уайткэпс» он дебютировал 17 августа в матче против «Ди Си Юнайтед». 29 сентября в матче против «Лос-Анджелес Гэлакси» он забил свой первый гол за «Уайткэпс». 25 февраля 2020 года Рикеттс продлил контракт с «Ванкувер Уайткэпс» до конца сезона 2021. По окончании сезона 2021 Рикеттс стал свободным агентом, но «Уайткэпс» начал с ним переговоры по новому контракту на сезон 2022. 4 марта 2022 года «Ванкувер Уайткэпс» подписал с Рикеттсом новый контракт до конца сезона 2022 с опцией продления на сезон 2023. По окончании сезона 2022 «Ванкувер Уайткэпс» отклонил опцию продления контракта Рикеттса на сезон 2023. При этом он продолжил работу в офисе клуба в качестве менеджера по взаимодействию с общественностью.
31 января 2023 года Тозейнт Рикеттс объявил о завершении футбольной карьеры и остался в «Ванкувер Уайткэпс» в качестве специалиста по взаимодействию между клубом и игроками.

## Международная карьера
В 2007 году в составе молодёжной сборной Канады Рикеттс принял участие в домашнем молодёжном чемпионате мира.
9 февраля 2011 года в товарищеском матче против сборной Греции Тозейнт дебютировал за сборную Канады. 1 июня в поединке против сборной Эквадора Рикеттс забил свой первый гол за национальную команду.
Летом того же года он попал в заявку на участие в Золотом кубке КОНКАКАФ. На турнире Рикеттс принял участие в матче против сборной Панамы.
В 2013 году Тозейнт во второй раз поехал на Золотой кубок КОНКАКАФ. На турнире он сыграл в матчах против сборных Мартиники, Мексики и Панамы.
В 2015 году Рикеттс попал в заявку сборной на участие в Золотом кубка КОНКАКАФ. На турнире он сыграл в матчах против сборных Коста-Рики, Ямайки и Сальвадора.
В 2017 году Рикеттс в четвёртый раз попал в заявку сборной на участие в Золотом кубке КОНКАКАФ. На турнире он сыграл в матче против команды Коста-Рики.

### Голы за сборную Канады
| #   | Дата            | Место                                               | Противник         | Счёт | Результат | Соревнование                       |
| --- | --------------- | --------------------------------------------------- | ----------------- | ---- | --------- | ---------------------------------- |
| 01. | 1 июня 2011     | Бимо Филд, Торонто, Канада                          | Эквадор           | 2:2  | 2:2       | Товарищеский матч                  |
| 02. | 6 сентября 2011 | Хуан Рамон Лоубриэль, Баямон, Пуэрто-Рико           | Пуэрто-Рико       | 0:3  | 0:3       | Чемпионат мира 2014 (квалификация) |
| 03. | 15 ноября 2011  | Бимо Филд, Торонто, Канада                          | Сент-Китс и Невис | 4:0  | 4:0       | Чемпионат мира 2014 (квалификация) |
| 04. | 15 августа 2012 | Сентрал Броуад Риджнл Парк, Лодерхилл, США          | Тринидад и Тобаго | 1:0  | 2:0       | Товарищеский матч                  |
| 05. | 12 октября 2012 | Бимо Филд, Торонто, Канада                          | Куба              | 1:0  | 3:0       | Чемпионат мира 2014 (квалификация) |
| 06. | 27 мая 2014     | СВУ Мауэр, Амштеттен, Австрия                       | Молдова           | 1:1  | 1:1       | Товарищеский матч                  |
| 07. | 9 сентября 2014 | Бимо Филд, Торонто, Канада                          | Ямайка            | 3:1  | 3:1       | Товарищеский матч                  |
| 08. | 30 марта 2015   | Хуан Рамон Лоубриэль, Баямон, Пуэрто-Рико           | Пуэрто-Рико       | 0:1  | 0:3       | Товарищеский матч                  |
| 09. | 16 июня 2015    | Бимо Филд, Торонто, Канада                          | Доминика          | 3:0  | 4:0       | Чемпионат мира 2018 (квалификация) |
| 10. | 16 июня 2015    | Бимо Филд, Торонто, Канада                          | Доминика          | 4:0  | 4:0       | Чемпионат мира 2018 (квалификация) |
| 11. | 4 сентября 2015 | Бимо Филд, Торонто, Канада                          | Белиз             | 1:0  | 3:0       | Чемпионат мира 2018 (квалификация) |
| 12. | 4 сентября 2015 | Бимо Филд, Торонто, Канада                          | Белиз             | 2:0  | 3:0       | Чемпионат мира 2018 (квалификация) |
| 13. | 6 октября 2016  | Марракеш, Марракеш, Марокко                         | Мавритания        | 1:0  | 4:0       | Товарищеский матч                  |
| 14. | 6 октября 2016  | Марракеш, Марракеш, Марокко                         | Мавритания        | 4:0  | 4:0       | Товарищеский матч                  |
| 15. | 22 января 2017  | Национальный стадион, Гамильтон, Бермудские Острова | Бермуды           | 2:0  | 4:2       | Товарищеский матч                  |
| 16. | 24 марта 2018   | Пинатар Арена, Мурсия, Испания                      | Новая Зеландия    | 1:0  | 1:0       | Товарищеский матч                  |
| 17. | 7 января 2020   | Чемпионшип Соккер Стэдиум, Ирвайн, США              | Барбадос          | 1:0  | 4:1       | Товарищеский матч                  |

## Достижения
Командные
 «Торонто»
- Чемпион MLS — 2017
- Обладатель Supporters’ Shield — 2017
- Победитель Первенства Канады — 2017, 2018

 «Судува»
- Чемпион Литвы — 2019
- Обладатель Кубка Литвы — 2019
- Обладатель Суперкубка Литвы — 2019

 «Ванкувер Уайткэпс»
- Победитель Первенства Канады — 2022

## Постспортивная деятельность
12 декабря 2023 года «Ванкувер Уайткэпс» нанял Рикеттса в качестве кибератлета, представляющего клуб в киберспортивной лиге eMLS по игре EA Sports FC.